# Bernhard Cossmann
Bernhard Cossmann (Dessau, 17 de maig de 1822 – Frankfurt, 7 de maig de 1910) fou un violoncel·lista alemany.
Va rebre les primeres lliçons musicals del concertista Drechsler i després estudià amb Müller a Braunschweig i Kummer a Dresden. En els anys 1840/46 formà part de l'orquestra de l'òpera italiana de París i de 1847/48 de l'Orquestra de la Gewandhaus de Leipzig. Més tard emprèn viatges artístics per Anglaterra i França; el 1850 fou nomenat virtuós de cambra de Weimar, de 1866/70, desenvolupà el càrrec de professor del Conservatori de Moscou: després s'establí a Baden-Baden i des de 1878 fins a la seva mort fou professor del conservatori Hoch de Frankfurt.
Fou amic de Mendelssohn, Liszt ia ltres grans mestres, i en unió del gran violinista Joachim aconseguí grans triomfs i molts beneficis.